# Gälbladfotingar
Gälbladfotingar (Anostraca) är en ordning av bladfotingar. De är vanligtvis 6–25 mm långa. De flesta arter har 20 kroppssegment. De har 11 par bladliknande ben att simma med, och kroppen saknar ryggsköld. De lever i tillfälliga vattensamlingar och hypersalta sjöar över hela världen, från vattensamlingar i öknen till istäckta sjöar i Antarktis. De simmar upp-och-ner och äter genom att sila organiska partiklar från vattnet eller genom att skrapa alger från ytor. 
Gälbladfotingar är en viktig föda för många fåglar och fiskar, och odlas som foder till akvariefiskar. Det finns 300 arter i 8 familjer, inklusive saltkräfta (Artemia salina, "sjöapa").

## Beskrivning
Gälbladfotingens kropp är utdragen och indelad i segment. Hela djuret är 6–25 millimeter långt, förutom en art, Branchinecta gigas som inte blir könsmogen förrän den når 55 mm i längd, och kan växa upp till 170 mm. Exoskelettet är tunt och flexibelt och saknar ryggsköld. Kroppen kan delas in i tre delar - huvud, bröstkorg och buk.

### Huvud

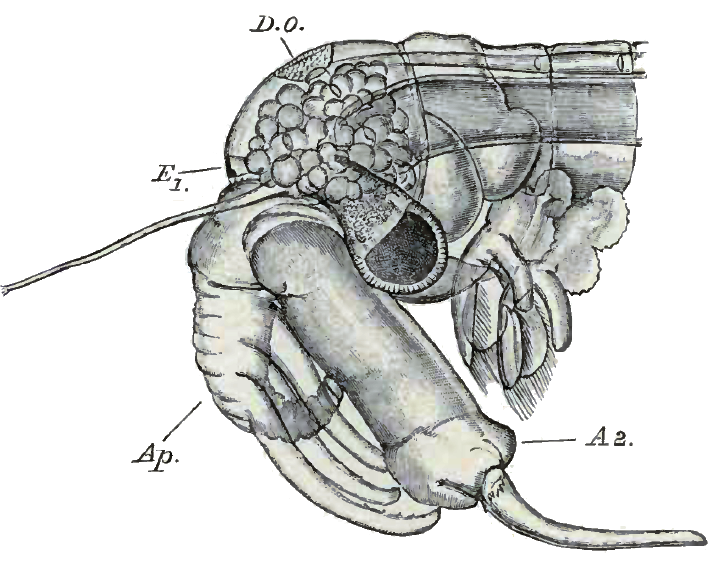
Teckning av huvudet på en Chirocephalus diaphanus (Chirocephalidae), som visar första antennen (A1), andra antennen (A2) och främre bihanget(Ap)

Huvudet är morfologiskt skilt från bröstkorgen. Det bär två sammansatta ögon på utstående stjälkar, och två par antenner. Det första paret antenner är små. Det andra paret är långa och cylindriska hos honor, men hos hanar är de förstorade och specialiserade för att hålla i honan under parningen. I vissa grupper har hanarna ett extra främre bihang.

### Bröstkorg och buk

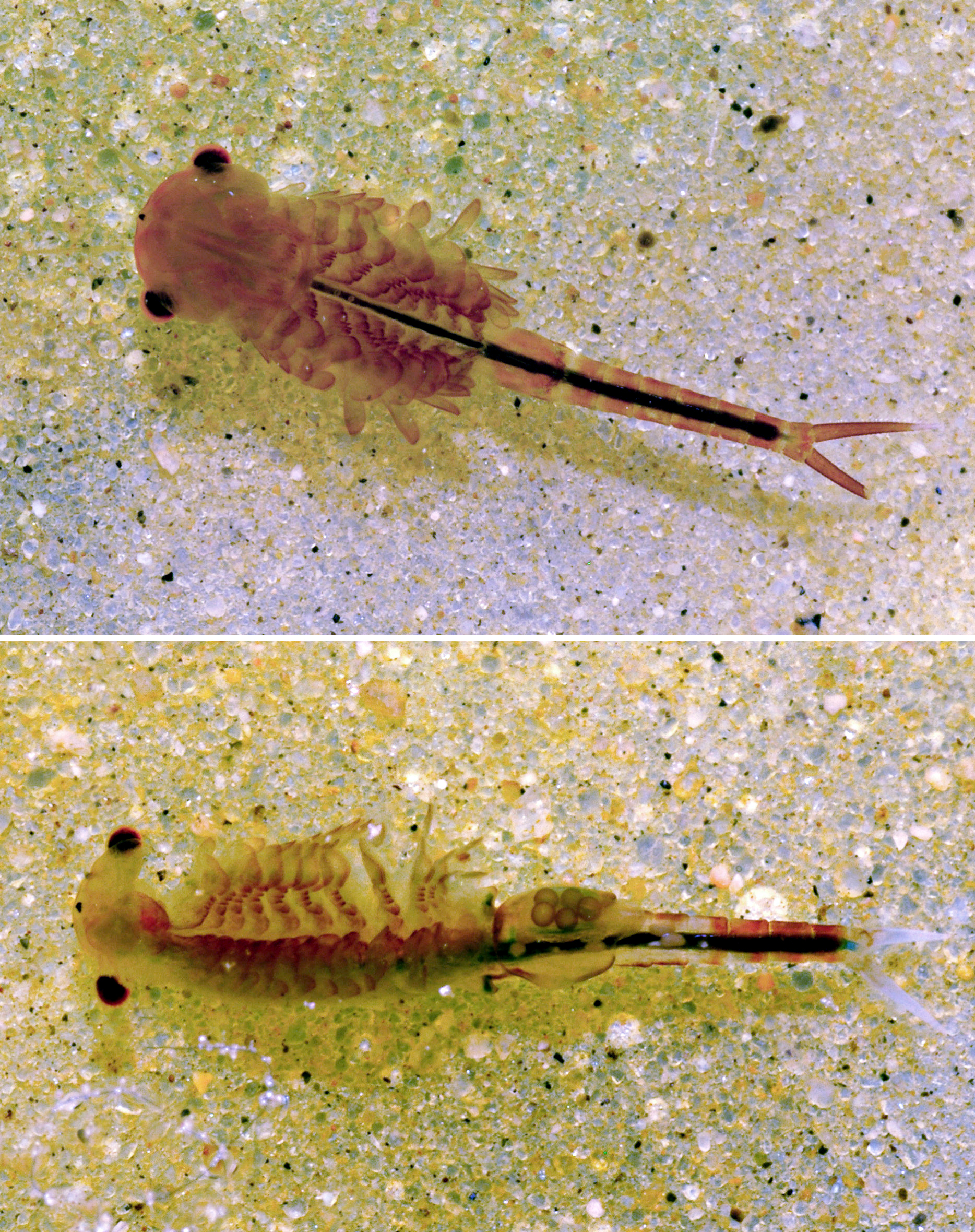
Hane (över) och hona (under) Eubranchipus grubii (Chirocephalidae)

Bröstkorgen hos de flesta gälbladfotingar har 13 segment (19 hos Polyartemiella och 21 hos Polyartemia). Alla utom de två sista är mycket lika, med tillplattade bladliknande bihang. De två sista segmenten är sammansvetsade, och deras bihang är specialiserade för reproduktion. De flesta gälbladfotingarna har separata kön, men några förökar sig genom partenogenes. Buken består av 6 segment utan bihang och har en stjärtfena.

## Användning

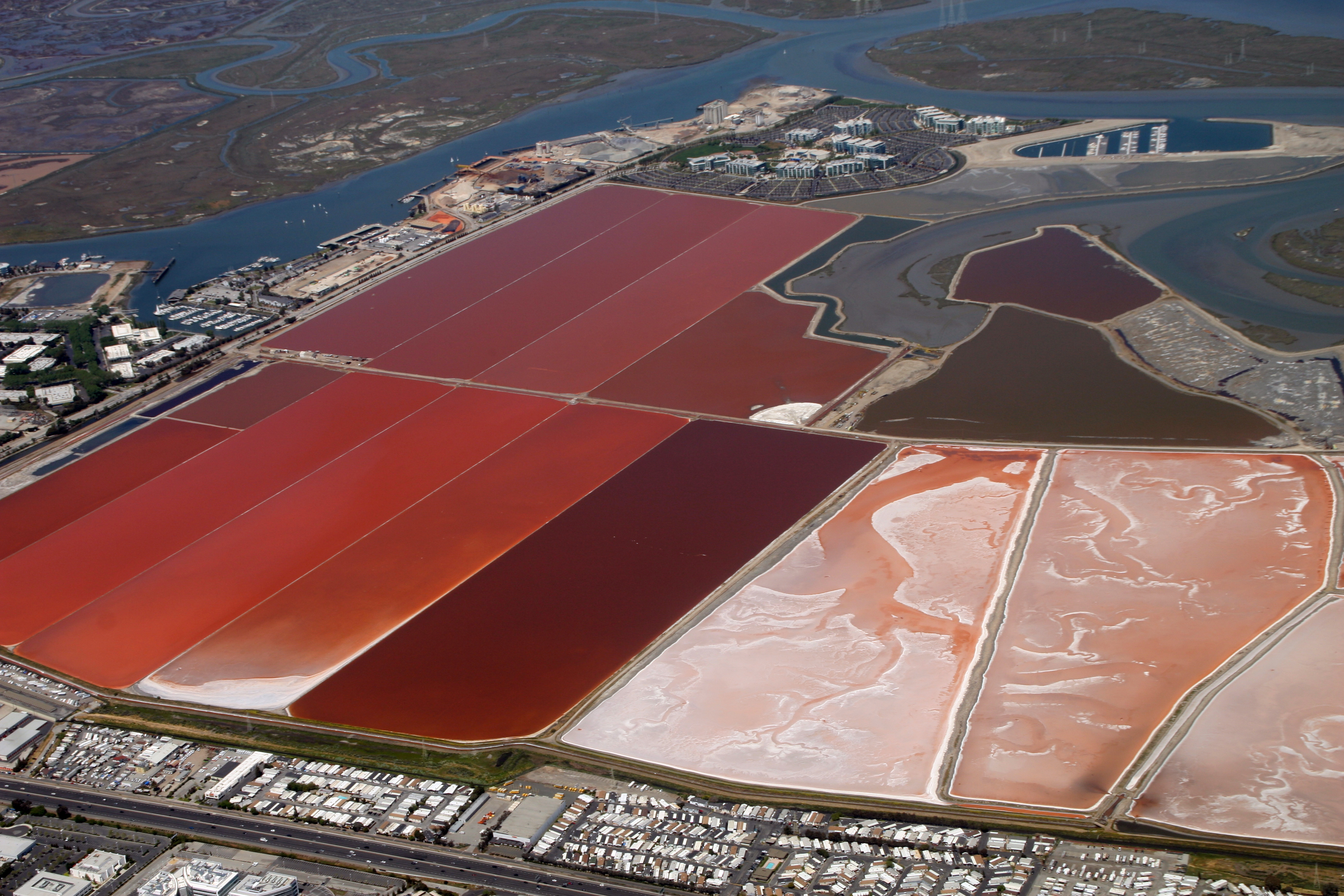
Salta avdunstningsdammar i Redwood City i San Francisco Bay; den orange färgen kommer från Artemia.

Artemia är den vanligaste arten av gälbladfotingar och används som levande foder för akvariefiskar, men andra arter som lever i sötvatten förekommer också. Artemiaägg tål torka och samlas in från sjöstränder och lagras och transporteras torrt. De kläcks när de sänks ner i saltvatten. Detta är en marknad som omsätter flera miljoner, centrerad i Stora Saltsjön i Utah och San Francisco Bay i Kalifornien; levande exemplar samlas in från Mono Lake och transporteras frysta.

## Systematik

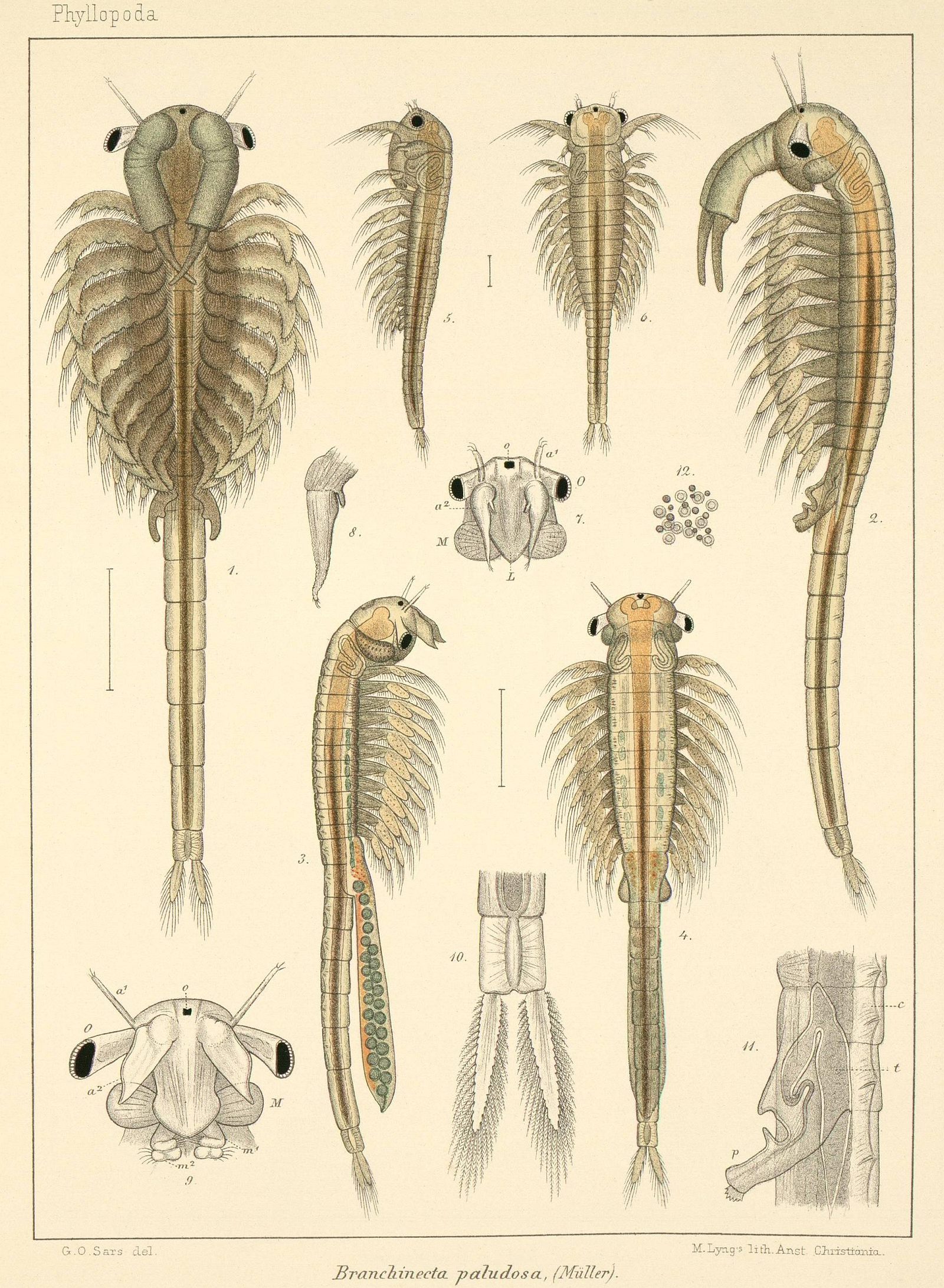
Anatomisk teckning av Branchinecta paludosa (Branchinectidae) från Georg Ossian Sars' Fauna Norvegiae (1896)

Gälbladfotingar är den mest mångfaldiga av de fyra Branchiopodordningarna. Den omfattar cirka 300 arter, 26 släkten och åtta familjer.
- Artemiidae – 1 släkte, 9 arter
- Branchinectidae – 1 släkte, 45 arter
- Branchipodidae – 5 släkten, 35 arter
- Chirocephalidae – 9 släkten, 81 arter
- Parartemiidae – 1 släkte, 13 arter
- Streptocephalidae – 1 släkte, 56 arter
- Tanymastigidae – 2 släkten, 8 arter
- Thamnocephalidae – 6 släkten, 62 arter